# Tren de levitación magnética

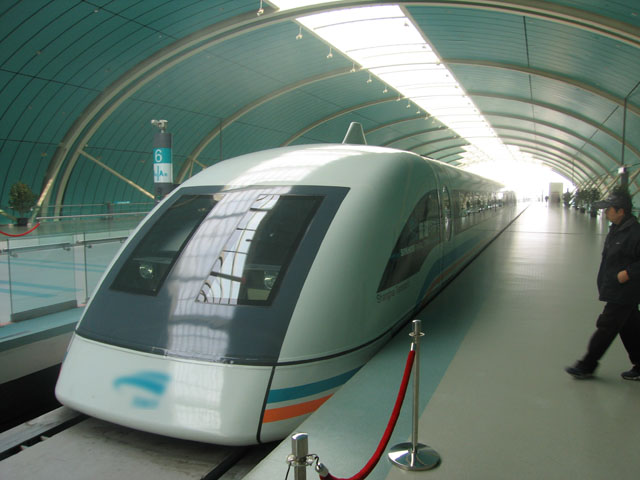
Maglev de Shanghái.

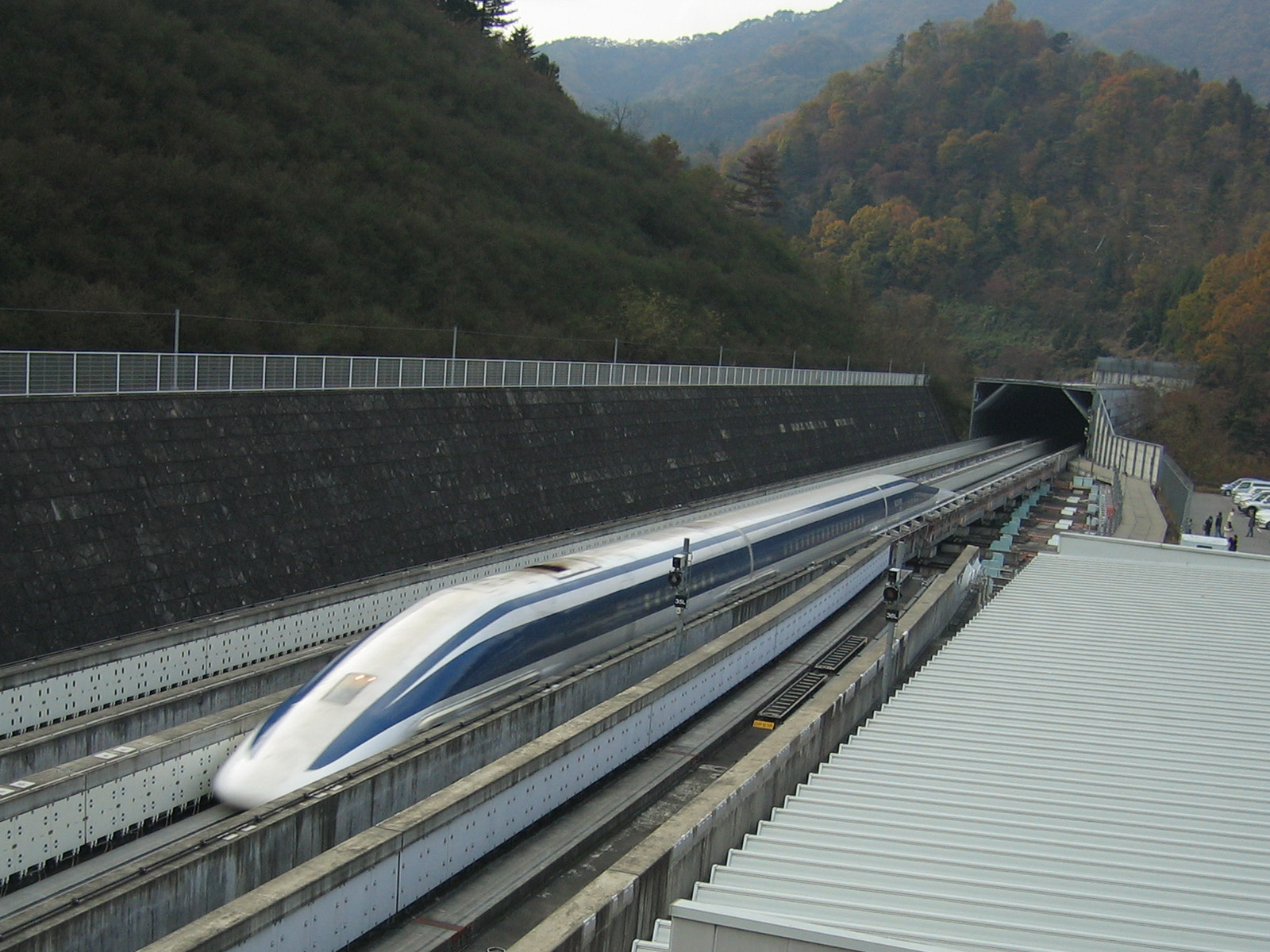
JR Maglev en la pista de pruebas de Yamanashi, Japón.

El transporte de levitación magnética, o tipo maglev (del inglés magnetic levitation), es un sistema de transporte que incluye la suspensión, guía y propulsión de vehículos, principalmente trenes, utilizando un gran número de imanes para la sustentación y la propulsión a base de la levitación magnética.
Este método tiene la ventaja de ser más rápido, silencioso y suave que los sistemas de transporte público sobre ruedas convencionales. La tecnología de levitación magnética tiene el potencial de superar 640
km/h (400 mph) si se realiza en un túnel al vacío. Cuando no se utiliza un túnel al vacío, el consumo de energía necesario para la levitación no suele representar una gran parte del total, ya que la mayoría del consumo de energía se emplea para superar la resistencia del aire, al igual que con cualquier otro tren de alta velocidad.
La mayor velocidad obtenida hasta ahora fue de 603 km/h en la ruta Yamanashi el 21 de abril de 2015. Unos días antes llegó a alcanzar los 590 km/h, el 16 de abril de 2015, en la misma ruta, siendo 15 km/h más rápido que el récord de velocidad del TGV convencional.

## Desarrollo
A finales de los años cuarenta, el ingeniero eléctrico británico Eric Laithwaite, profesor del Imperial College de Londres, desarrolló el primer modelo funcional a tamaño real de un motor de inducción lineal. Fue nombrado profesor de ingeniería eléctrica pesada en el Imperial College en 1964, donde siguió desarrollando su modelo. Los motores lineales no necesitan contacto físico entre el vehículo y la pista, por lo que se convirtieron en una parte corriente de los sistemas avanzados de transporte en las décadas de los sesenta y setenta. Laithwaite se unió a uno de esos proyectos, el Aerodeslizador con Orugas, aunque el proyecto fue cancelado en 1973.
El motor lineal era idóneo para el uso en los sistemas maglev. A inicios de los setenta, Laithwaite descubrió una nueva disposición de imanes, el "río magnético", que permitieron a un solo motor lineal producir empuje vertical y horizontal al mismo tiempo, lo que permitió a los sistemas maglev ser construidos con un solo conjunto de imanes.
El primer transporte que incorporó la tecnología maglev fue llamado sencillamente "MAGLEV" y fue inaugurado por primera vez en 1984 cerca de Birmingham, Inglaterra. Operó en una sección de monorraíl unos 600m de longitud, recorriendo la distancia entre el Aeropuerto de Birmingham y la Estación Internacional de Trenes de Birmingham, alcanzando velocidades de 42 km/h. El sistema fue clausurado en 1995 debido a problemas de fiabilidad.

## Historia

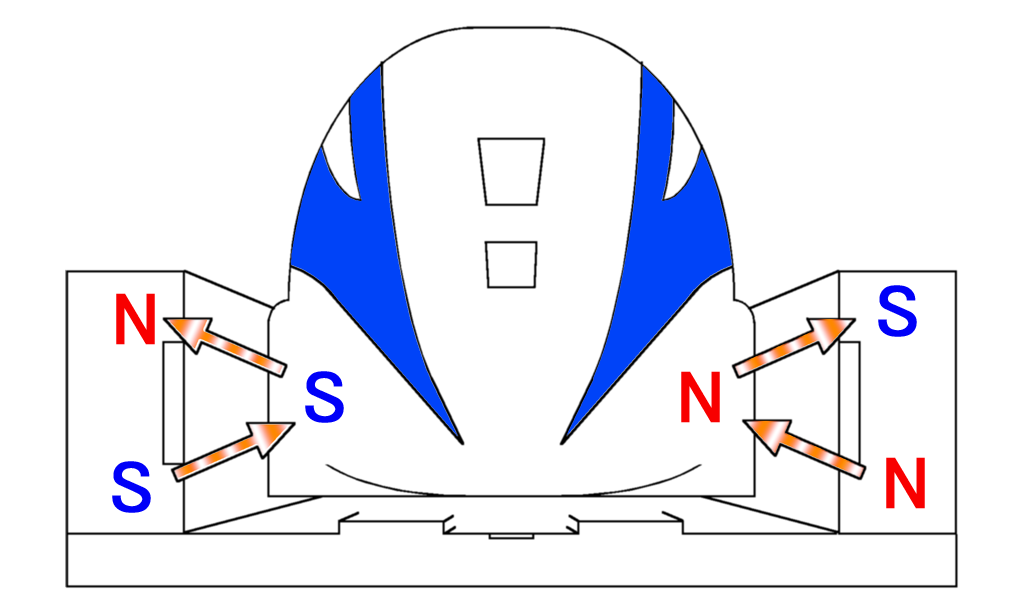
Esquema con las fuentes de fuerzas magnéticas de suspensión.

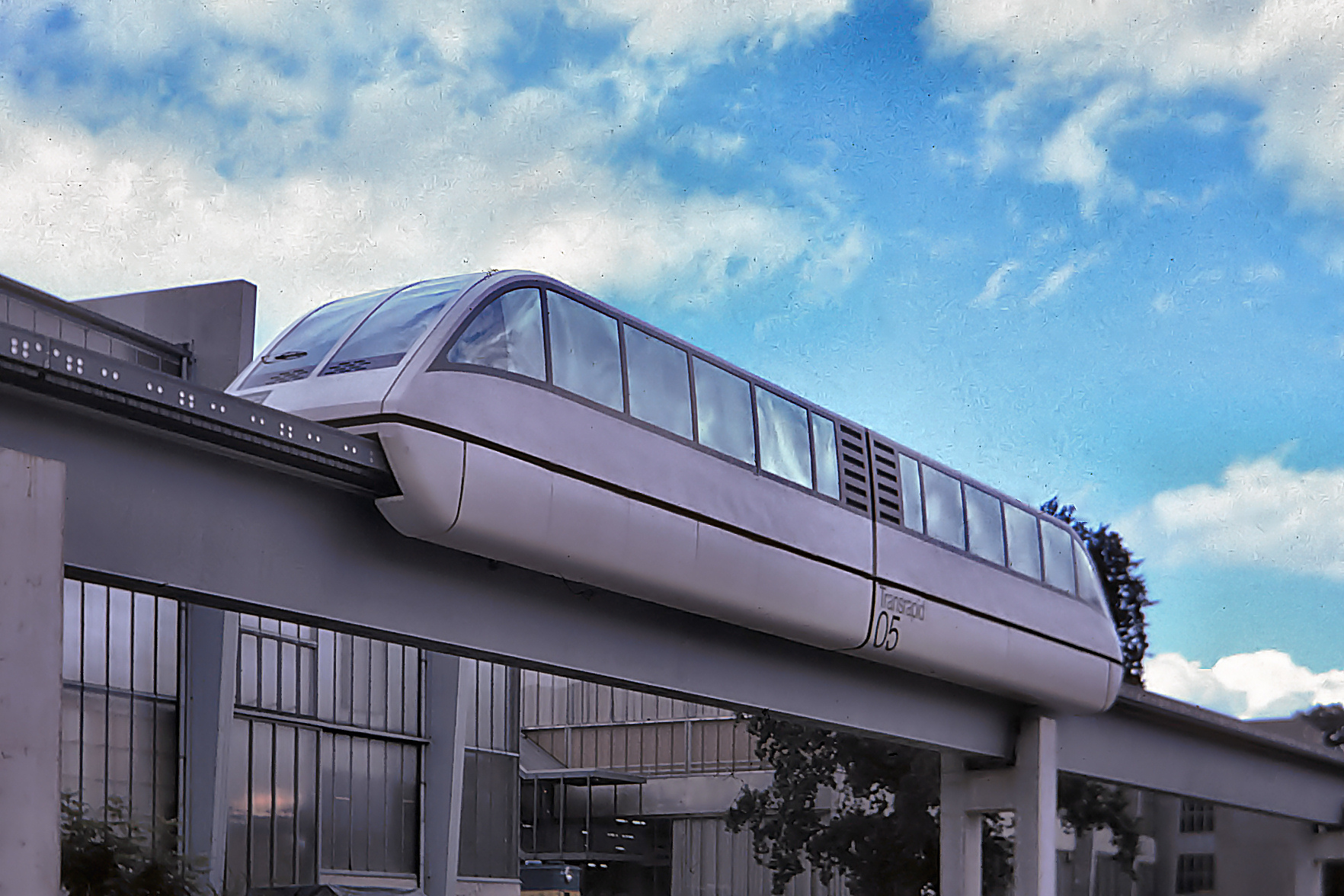
Transrapid 05 en la Exposición de Transporte Internacional (IVA) de 1979 en Hamburgo, Alemania.

### Primeras patentes
Se han otorgado patentes de transportes de alta velocidad a varios inventores en diversas partes del mundo: Hermann Kemper (Alemania) Las primeras patentes de Estados Unidos para un tren propulsado por un motor lineal fueron otorgadas al inventor Alfred Zehden (Alemania). El inventor obtendría las patentes US patent (782312) (21 de junio de 1902) y la US patent (RE12700) (2 de agosto de 1907). Esas patentes serían citadas luego por los libros Electromagnetic apparatus generating a gliding magnetic field (Aparatos electromagnéticos que generan campo magnético deslizante), de Jean Delassus, 

### Hamburgo,Alemania(1979)
Transrapid 05 fue el primer tren de alta velocidad (maglev) con propulsión de estátor largo patentado para transporte de pasajeros. Se instaló en Hamburgo en 1979 para la Exposición de Transporte Internacional (International Transportation Exhibition– IVA 79), sobre una vía de 908 metros. Hubo tanto interés que estuvo funcionando durante tres meses después de concluir la Exposición, llegando a transportar 50 000 pasajeros. Fue reensamblado en Kassel en 1980.

### Birmingham,Inglaterra(1984-1985)
El primer maglev de baja velocidad totalmente automatizado fue el que circuló desde el Aeropuerto internacional de Birmingam hasta la Estación de trenes internacional de Birmingam entre 1984 y 1985.

## Características
La ausencia de contacto físico entre el carril y el tren hace que la única fricción sea con el aire, y esta se reduce al mínimo por su forma aerodinámica. Los trenes maglev pueden viajar a muy altas velocidades, con un consumo de energía elevado para mantener y controlar la polaridad de los imanes y con un bajo nivel de ruido (una ventaja sobre el sistema competidor llamado aerotrén), pudiéndose llegar a alcanzar 650 km/h, aunque el máximo probado en este tren es de 603 km/h. Estas altas velocidades hacen que los maglev puedan llegar a convertirse en competidores directos del transporte aéreo.
Como inconveniente destaca el alto costo de las líneas, lo que ha limitado su uso comercial. Este alto costo se deriva de varios factores importantes: el primero y principal es el altísimo costo de la infraestructura necesaria para la vía y el sistema eléctrico, y otro no menos relevante es el alto consumo energético. 
Otros recorridos están en estudio, principalmente en China y Japón. En Alemania se ha desechado de momento la construcción de líneas maglev para pasajeros a causa de su oneroso costo de construcción y mantenimiento.

## Operación comercial

### Operaciones formalmente activas
La primera operación comercial del maglev fue del tipo «transportapersonas». Abierto oficialmente en 1984 en Birmingham, Inglaterra, operaba en una sección elevada de 600 metros sobre una pista de monorriel, entre el Aeropuerto internacional de Birmingham y la Estación Internacional de Ferrocarril de Birmingham. Viajaba a una velocidad, de 42 km/h, hasta que el sistema fue cerrado temporalmente en 1995 para corregir problemas de diseño.
La máxima velocidad demostrada de un maglev real en operación comercial es la obtenida por el tren alemán Transrapid instalado en Shanghái, China, que transporta pasajeros a lo largo de 30 km en tan solo 7 minutos y 20 segundos, consiguiendo rutinariamente una velocidad punta máxima de 431 km/h y una media de 250 km/h en el trayecto. El trayecto entre Shanghái y el aeropuerto se construyó como un segmento inicial (initial operating segment).
Existen otras líneas comerciales operativas en Japón, como la línea Linimo construida para ExpoAichi. Algunos proyectos de maglev están siendo estudiados en cuanto a su factibilidad. En Japón, en la pista de pruebas de Yamanashi, la tecnología actual de los maglev está madura, pero los costes y otros problemas crean dificultades para su desarrollo e implementación, por lo que se está intentando desarrollar tecnologías alternativas para resolver estas dificultades.
En China:
- Maglev de Shanghái (De 30.5 km)
- Changsha Maglev Express (De 18.55 km)
- Línea S1 de Beijing (De 10.2 km)
- Fenghuang Maglev (De 9.12 km)

En Japón:
- Linimo (De 9 km)

En Corea del Sur:
- Incheon Airport Maglev (Fuera de servicio)

### Hyperloop
El 29 de julio de 2017, la empresa estadounidense Hyperloop One realizó el segundo ensayo de su concepción de la levitación magnética con el tren de alta velocidad Hyperloop One XP-1. La conclusión publicada por la empresa fue que estaría listo para iniciar la fase de comercialización, previendo inaugurar su primer servicio en 2021. Este tren nació como uno más de los proyectos de Elon Musk aunque con posterioridad el creador de la compañía de automóviles Tesla y de SpaceX solo mantendría vínculos accesorios al proyecto. El tren alcanzó, en la segunda prueba, una velocidad de 310 km/h pero los ingenieros estiman posible superar los 1000 km/h en poco tiempo.
La empresa Hyperloop Transportation Technologies (HyperloopTT), basada en economía colaborativa, también desarrolla este sistema y realiza pruebas en Estados Unidos, varios países de Europa, China, India, Indonesia y Corea del Sur.

## Economía
A medida que se implementen más sistemas de levitación magnética, los expertos esperan que los costos de construcción disminuyan mediante el empleo de nuevos métodos de construcción y de economías de escala.

### Sistemas de alta velocidad
La línea de demostración de levitación magnética de Shanghái costó 1200 millones de dólares en 2004. Este total incluye costos de capital tales como la limpieza del derecho de paso, la conducción de pilotes extensos, la fabricación de guías en el sitio, la construcción del muelle en el sitio en intervalos de 25 m, una instalación de mantenimiento y patio de vehículos, varios cambios de vías, dos estaciones, sistemas de operación y control, sistema de alimentación, cables e inversores y capacitación operativa. El número de pasajeros no es el enfoque principal de esta línea de demostración, ya que la estación de Longyang Road está en las afueras del este de Shanghái. Una vez que la línea se extienda a la estación de tren del sur de Shanghái y la estación del aeropuerto de Hongqiao, lo que puede no suceder debido a razones económicas, se esperaba que la cantidad de pasajeros cubriera los costos de operación y mantenimiento y generara ingresos netos significativos.
Se esperaba que la ampliación del sur de Shanghái costara aproximadamente 18 millones de dólares estadounidenses por kilómetro. En 2006, el gobierno alemán invirtió $125 millones en el desarrollo de reducción de costos de guías que produjeron un diseño modular completamente de hormigón que es más rápido de construir y un 30% menos costoso. También se desarrollaron otras nuevas técnicas de construcción que pusieron el maglev en o por debajo de la paridad de precios con la nueva construcción de trenes de alta velocidad.
La Administración Federal de Ferrocarriles de los Estados Unidos, en un informe de 2005 al Congreso, estimó el costo por milla entre 50 millones y 100 millones de dólares. La Declaración de Impacto Ambiental de la Administración de Tránsito de Maryland (MTA) estimó un precio de 4900 millones de dólares estadounidenses para la construcción y 53 millones de dólares al año para las operaciones de su proyecto.
Se estimó que el maglev Chuo Shinkansen propuesto en Japón costaría aproximadamente 82 mil millones de dólares para construir, con una ruta que requiere largos túneles. Una ruta de levitación magnética Tokaido que reemplazaría al Shinkansen actual costaría 1/10 del costo, ya que no se necesitaría un túnel nuevo, pero los problemas de contaminación acústica lo hicieron inviable.

### Sistemas de baja velocidad
El HSST Linimo japonés, costó aproximadamente 100 millones de dólares por kilómetro para construir. Además de ofrecer costos de operación y mantenimiento mejorados en comparación con otros sistemas de tránsito, estos maglev de baja velocidad brindan niveles ultra altos de confiabilidad operativa e introducen poco ruido y generan cero contaminación del aire en densos entornos urbanos.